# Проспидия хлорид
Проспидия хлорид, также известный как проспидин — цитостатический противоопухолевый химиотерапевтический лекарственный препарат алкилирующего типа действия. По химической структуре относится к производным бис-B-хлорэтиламина.

## Фармакологическое действие
Цитостатический противоопухолевый химиотерапевтический лекарственный препарат алкилирующего типа действия. По химической структуре относится к производным бис-B-хлорэтиламина. Механизм действия связан также и с уменьшением ионной проницаемости плазматических мембран опухолевых клеток.Малотоксичен, имеет большую широту терапевтического действия. Способен усиливать противоопухолевое действие лучевой терапии. Обладает противовоспалительными свойствами.

## Фармакокинетика
Проспидия хлорид выводится почками.

## Показания к применению
Для парентерального применения: Рак гортани и другие виды плоскоклеточного рака области головы и шеи, рак кожи, меланома кожи, кожные ретикулёзы, лимфосаркома, саркома Капоши, ретинобластома (злокачественная опухоль сетчатки глаза).
Для наружного применения: папилломы, базалиомы кожи, рак кожи и слизистых оболочек полости рта.

## Способ применения и дозы
Режим дозирования устанавливают индивидуально, в зависимости от показаний, стадии заболевания, схемы противоопухолевой терапии.
Внутримышечно, внутривенно или местно (в виде мази). Для внутримышечного введения проспидия хлорид растворяют в изотоническом растворе натрия хлорида из расчета 100 мг в 2 мл, а для внутривенного — из расчета 100 мг в 5 мл. Растворы готовят непосредственно перед инъекцией. Детям назначают из расчета 3 мг/кг. Общая доза на курс лечения — 1000-3000 мг проспидия хлорида в зависимости от массы тела ребёнка, взрослым — 2-3,5 г. После оперативного удаления папиллом (доброкачественных опухолей), локализующихся в глотке, рекомендуется смазывать раневую поверхность 30 % мазью в течение 7-10 дней.

## Побочное действие
Со стороны ЦНС и периферической нервной системы: при парентеральном применении возможны парестезии, онемение кожи лица, пальцев рук, чувство покалывания в них, головокружение, обмороки, сонливость, головная боль.Со стороны мочевыделительной системы: при парентеральном применении возможны проявления нефротоксичности — протеинурия, цилиндрурия, повышение уровня креатинина, мочевины и мочевой кислоты.Со стороны пищеварительной системы: при парентеральном применении возможно ухудшение аппетита, тошнота.При наружном применении: гиперемия и отечность в области нанесения.

## Противопоказания
Сердечная недостаточность в фазе декомпенсации, нарушения функции печени и почек, вертебро-базилярная сосудистая недостаточность.

### Применение при беременности и кормлении грудью
Следует избегать применения проспидия хлорида при беременности и в период лактации (грудного вскармливания).

### Применение при нарушениях функции печени
Противопоказан при нарушении функции печени.

### Применение при нарушениях функции почек
Противопоказан при нарушении функции почек.

## Особые указания
Парестезии (проявление сосудистых нарушений) и нефротоксичность возникают вследствие кумуляции, в таких случаях проспидия хлорид следует отменить.

## Лекарственное взаимодействие
При одновременном применении с другими цитостатиками возможно потенцирование их действия.Проспидия хлорид потенцирует нефротоксическое действие других препаратов.

## Форма выпуска
Флаконы по 0,1 г, 30 % мазь по 15 г.

## Условия хранения
Список Б. В сухом месте.